# Cephaloleia trilineata
Cephaloleia trilineata es un insecto coleóptero de la familia Chrysomelidae.
Fue descrita científicamente en 1942 por Uhmann.